# Valprivas
Valprivas – miejscowość i gmina we Francji, w regionie Owernia-Rodan-Alpy, w departamencie Górna Loara.
Według danych na rok 1990 gminę zamieszkiwało 356 osób, a gęstość zaludnienia wynosiła 15 osób/km² (wśród 1310 gmin Owernii Valprivas plasuje się na 503. miejscu pod względem liczby ludności, natomiast pod względem powierzchni na miejscu 346.).